# أزرق مائي (لون)
أزرق مائي (باللاتينية: Aqua) هو اللون الأزرق المُخضر وهو أحد درجات اللون السماوي.  في ألوان الويب يعتبر اللون الأزرق المائي مطابق للون السماوي وهو واحد من الألوان الثانوية  الثلاثة في نظام «RGB» المستخدم في الحاسوب وشاشات التلفاز. 

## أزرق مائي فاتح
اللون الأزرق السماوي الفاتح أحد درجات هذا اللون.